# Christopher Jargocki
Krzysztof Jargocki (ur. 29 kwietnia 1944 w Warszawie) – amerykański fizyk polskiego pochodzenia, autor książek popularnonaukowych (pod pseudonimem artystycznym Christopher Jargodzki), tłumacz oraz profesor na University of Central Missouri. Założyciel i dyrektor w Ośrodku Zjawisk Kooperatywnych.

## Życiorys
Krzysztof Jargocki urodził się 29 kwietnia 1944 r. w miejscowości Włochy pod Warszawą. Syn Zdzisława Jargockiego i Stefanii Jargockiej (z domu Lesińska). Wychowany w rodzinie katolickiej. W wieku 13 lat podkładał głos do rosyjskiego filmu dla dzieci „Dziadek Hassan“ według scenariusza Lazar Lagin.
W roku 1963 Jargocki wyemigrował do Stanów Zjednoczonych do swojej rodziny. Zamieszkał w Los Angeles w stanie Kalifornia.
W latach 1966 – 1975 pracował jako informatyk oraz tłumacz książek i artykułów z języka rosyjskiego jak i innych na język angielski dla American Mathematical Society oraz SCITRAN.
W 1977 roku Jargocki zastąpił Isaaca Asimova na stanowisku współpracownika magazynu Science Digest, gdzie zajmował się działem zagadek naukowych Quick Quiz. Był to miesięcznik amerykański wydawany w latach 1937 – 1986. W latach 1981 – 1991 wykładał na Northeastern University w Bostonie. W roku 2006 otrzymał tytuł profesora na University of Central Missouri.
Jego cztery ostatnie książki (w tym dwie napisane z Franklinem Potterem) są głównie poświęcone paradoksom, prekoncepcjom i sofizmatom w dziedzinie fizyki oraz astronomii. Książki zostały przetłumaczone na wiele języków.
Jego najnowszym dziełem, nad którym pracował ponad 30 lat jest Encyklopedia Angielskich Konwersacji (ang. Encyclopedia of Conversational English).

## Edukacja
W 1961 roku rozpoczął studia na Wydziale Fizyki Uniwersytetu Warszawskiego. Dwa lata później studiował na University of California, Los Angeles (UCLA), na którym w 1966 r. uzyskał tytuł Bachelor of Science (Licencjat). Podjął studia doktoranckie na University of California, Irvine (UCI), które ukończył w 1981 uzyskując tytuł doktora z Teorii Cząstek Elementarnych.

## Wyróżnienia
W 1996 Krzysztof Jargocki został laureatem w Światowym Konkursie Kursów Z Dziedziny Nauki i Religii. Konkurs ten był sponsorowany przez John Templeton Foundation. Otrzymał nagrodę w wysokości $10000 za kurs zatytułowany
Science and Religion: From Conflict to Dialogue (Nauka i Religia: Od konfliktu do dialogu). Następnie ten kurs stał się elementem programu nauczania na University of Central Missouri.
W 2002 roku książka Christophera Jargodzkiego i Franklina Pottera “Mad About Physics“, została wybrana przez New York Public Library, jako jedna z najlepszych książek wydanych w 2001 roku w kategorii dla nastolatków.

## Center for Cooperative Phenomena
W 2006 roku Jargocki założył Center for Cooperative Phenomena by wspierać badania zjawisk emergentnych z naciskiem na zjawiska kooperatywne na wszystkich poziomach złożoności, od nauk przyrodniczych do społecznych.

## Encyclopedia of Conversational English
Encyclopedia of Conversational English to serwis internetowy założony przez Christophera Jargockiego w listopadzie 2013 roku.
Do 5 marca 2014 r. zostały wydane dwa tomy: Communication i Education, zawierają one około 3 tys. stron. W każdym z tomów znajdują się wybrane dialogi pasujące do określonych miejsc, zdarzeń czy sytuacji.

## Dorobek naukowy
Publikacje
- Science Braintwisters, Paradoxes, and Fallacies (1976, Charles Scribner’s Sons, twarda okładka, ISBN 0-684-14532-4)
- Science Braintwisters, Paradoxes, and Fallacies (1978, Charles Scribner’s Sons, miękka okładka, ISBN 0-684-15585-0)
- More Science Braintwisters and Paradoxes (1983, Van Nostrand Reinhold, twarda okładka, ISBN 0-442-24524-6)
- Mad About Physics – Braintwisters, Paradoxes, and Curiosities (2001, with Franklin Potter, John Wiley & Sons, Inc., miękka okładka, ISBN 0-471-56961-5)[6]
- Mad About Modern Physics – Braintwisters, Paradoxes, and Curiosities (2005, with Franklin Potter as lead author, John Wiley & Sons, Inc., miękka okładka, ISBN 0-471-44855-9).

Artykuły
- C. Jargocki and M. Bander, Field-theoretic Version of a Two-Dimensional Coulomb Gas with Repulsive Cores, Physical Review B 23, Jan. 1, 1981
- R. Aaron, M.H. Friedman, and C.P. Jargocki, Calculations of q¯2 q2 States in Potential Theory, Physical Review D 28, Oct. 1, 1983
- C. Jargocki, Teleology versus Natural Selection in Anthropic Cosmology, Proceedings of the Institute for Liberal Studies, Vol. 4, Fall 1993.

Referaty
- „From Reductionism to Emergence: Science Takes a Cooperative Turn,” a talk given at the international Metanexus Institute conference “Continuity & Change: Perspectives on Science and Religion,” June 6, 2006, in Philadelphia, PA.
- “Cosmic Optimism: From the Principle of Maximum Diversity to Path Optimization,” a talk given at the international Metanexus Institute conference “Transdisciplinarity and the Unity of Knowledge: Beyond the ‘Science and Religion Dialogue,’” June 4, 2007, in Philadelphia, PA.
- „From Stephen Hawking’s Flexiverse to Synchronicity: Intimations of Our Transhuman Future," a talk given at the international Metanexus Institute conference „Cosmos, Nature, Culture: A Transdisciplinary Conference,” July 18 – 21, 2009, in Phoenix, AZ.

Audio Interviews
- Paradoxes[7]. February 21, 2011. Sift Podcast.
- Top-Down Cause[8]. December 31, 2011. Sift Podcast.

TV Interviews
- TV interview with Dr. Jargocki[9] taped in 1991.

Tłumaczenia
- V. T. Fomenko, “On Infinitesimal Deformations of Convex Surfaces with a Boundary Condition of Generalized Translation,” 1969 Math. USSR Sbornik 9. Translated from Russian.
- M.L. Tsetlin, Automaton Theory and Modeling of Biological Systems (1973, Academic Press, hardcover, ISBN 0-12-701050-3). Translated from Russian.